# Andra chansen
Andra chansen (sedan 2022 kallad Semifinal) är ett uppsamlingsheat/den deltävling i den svenska Melodifestivalen där några av bidragen som inte gick vidare till finalen i de fyra ordinarie deltävlingarna får en andra chans att gå till final. Från början gick två bidrag vidare till final men sedan 2015 är det fyra. Sedan år 2007 är upplägget dock inspirerat av ett slutspel inom sportens värld, med utslagning där bidrag möter varandra i dueller. Uppsamlingsheatet infördes år 2002, samma år som festivalen började använda sig av deltävlingar, och har funnits med varje år sedan dess. 
Ett år var det två separata andra chansen-tävlingar.
Medelplaceringen av bidragen som gått vidare från Andra chansen till finalen är sjätte plats. Fram till år 2013 hade inget bidrag som gått till Andra chansen lyckats segra i finalen. Den bästa placeringen ett bidrag från detta moment hade fått var en andraplats två gånger: 2004, med Shirley Clamp och låten "Min kärlek", och 2009, med Caroline af Ugglas och låten "Snälla snälla". År 2013 lyckades dock Robin Stjernberg, som kvalificerat sig till Andra chansen via fjärde deltävlingen, vinna i finalen. I och med detta har samtliga deltävlingar och Andra chansen fått minst en vinnare.
Noterbart är att alla gånger åren 2002–2004, 2006–2010, 2013, 2015–2016, 2018-2019 och 2021-2022 gick minst ett bidrag som tävlat i den fjärde deltävlingen vidare från Andra chansen till final.

## Upplägg
Upplägget för tävlingen har varierat något från år till år, men formen har sett likadan ut att åtta bidrag tävlar om de två/fyra sista platserna i finalen. Mellan åren 2003 och 2006 sändes programmet dagen efter fjärde deltävlingen hade sänts och då från en TV-studio i Stockholm (2002 sändes programmet två veckor efter fjärde deltävlingen p.g.a. programprioriteringar). De artister som hade kvalificerat sig till uppsamlingsheatet deltog i programmet, men de fick inte framföra låtarna på nytt utan istället visades bandade inslag från deltävlingarna. 2002 hette tävlingen "Vinnarnas val", och 2003 "Melodifestival special" eller "Tittarnas val". Benämningen "Andra chansen" infördes 2004.
Till Melodifestivalen 2007 gjordes Andra chansen om helt till att omfatta en egen deltävling, som placerades mellan fjärde deltävlingen och finalen, som även den sändes från en sportanläggning likt de fyra övriga deltävlingarna. De bidrag som gick vidare till uppsamlingsheatet fick nu framföras live. En stor skillnad mellan de fyra deltävlingarna och Andra chansen är att uppsamlingsheatet är som ett slutspel med utslagning, vilket innebär att bidrag möter varandra i dueller. Delar av detta upplägg har funnits kvar sedan införandet 2007. 
Mellan 2007 och 2012 tävlade bidragen i först fyra grundomgångar (kvartsfinaler) och sedan två slutomgångar (semifinaler). Vinnarna i slutomgången gick till finalen. Duellordningen bestämdes genom vilken deltävling som bidragen hade tävlat i, där bidraget som hade lägst startnummer hamnade i någon av de två första kvartsfinalsduellerna medan bidraget med högst startnummer hamnade i någon av de två sista kvartsfinalsduellerna. Ett undantag gjordes 2012 då ordningen lottades istället.
I Melodifestivalen 2013 gjordes upplägget om på nytt. Kvartsfinalsduellerna skrotades och istället fick de åtta bidragen framföras i två röstningsomgångar innan semifinalsduellerna kom till. Detta upplägg liknade något det som hade varit i deltävlingarna, med skillnaden att det blev ett tredje avgörande mot två i deltävlingarna. Först röstade tittarna vidare fem av åtta bidrag till en andra röstningsomgång och därefter gick de fyra bidragen med flest röster (totalt sett) vidare till semifinalsdueller. I dessa dueller blev det totalettan som mötte totalfyran och totaltrean som mötte totaltvåan. Vinnarna i respektive duell gick till finalen. Samma upplägg behölls även året därpå.
År 2015 valde Sveriges Television än en gång att göra om Andra chansen. De två första röstningsomgångarna tas bort och istället blir det fyra dueller, där vinnarbidraget i respektive duell går till finalen. Således blir det fyra vinnare istället för två som tidigare år.

### Vidare genom åren
Tabellen listar placeringar för de bidrag som gått vidare från Andra chansen placerat sig i final. 

År 2009 fick även en s.k. internationell jury bestämma en tredje finalist, vilket är markerat med en stjärna*.
Nedan listas färgförklaringarna i tabellerna.
     Bidraget vann finalen det året.
     Bidraget placerade sig på andra plats i finalen det året.
     Bidraget placerade sig på tredje plats i finalen det året.
     Bidraget placerade från fjärde plats till näst sist i finalen det året.
     Bidraget placerade sig på sista plats i finalen det året.
| År   | Artist                                 | Låt                         | Final- plats | Final- poäng |
| ---- | -------------------------------------- | --------------------------- | ------------ | ------------ |
| 2002 | Barbados                               | "Världen utanför"           | 4            | 90           |
| 2002 | Jan Johansen                           | "Sista andetaget"           | 7            | 65           |
| 2003 | Alcazar                                | "Not a Sinner, Nor a Saint" | 3            | 172          |
| 2003 | Bubbles                                | "TKO (Knock You Out)        | 9            | 10           |
| 2004 | Shirley Clamp                          | "Min kärlek"                | 2            | 174          |
| 2004 | Andrés Esteche                         | "Olé Olé"                   | 9            | 14           |
| 2005 | Alcazar                                | "Alcastar"                  | 3            | 135          |
| 2005 | Linda Bengzting                        | "Alla flickor"              | 10           | 15           |
| 2006 | Magnus Bäcklund                        | "The Name of Love"          | 5            | 68           |
| 2006 | Rednex                                 | "Mama Take Me Home"         | 6            | 61           |
| 2007 | Sanna Nielsen                          | "Vågar du, vågar jag"       | 7            | 44           |
| 2007 | Sonja Aldén                            | "För att du finns"          | 6            | 62           |
| 2008 | Sibel                                  | "That is Where I'll Go"     | 7            | 39           |
| 2008 | Nordman                                | "I lågornas sken"           | 6            | 48           |
| 2009 | Sarah Dawn Finer                       | "Moving On"                 | 6            | 87           |
| 2009 | Caroline af Ugglas                     | "Snälla snälla"             | 2            | 171          |
| 2009 | Sofia                                  | "Alla"                      | 10           | 12           |
| 2010 | Pernilla Wahlgren                      | "Jag vill om du vågar"      | 10           | 12           |
| 2010 | Jessica Andersson                      | "I Did It For Love"         | 8            | 37           |
| 2011 | Sara Varga                             | "Spring för livet"          | 9            | 50           |
| 2011 | The Moniker                            | "Oh My God!"                | 3            | 124          |
| 2012 | Top Cats                               | "Baby Doll"                 | 6            | 68           |
| 2012 | Thorsten Flinck & Revolutionsorkestern | "Jag reser mig igen"        | 8            | 43           |
| 2013 | Anton Ewald                            | "Begging"                   | 4            | 108          |
| 2013 | Robin Stjernberg                       | "You"                       | 1            | 166          |
| 2014 | Helena Paparizou                       | "Survivor"                  | 4            | 84           |
| 2014 | Linus Svenning                         | "Bröder"                    | 5            | 83           |
| 2015 | Linus Svenning                         | "Forever Starts Today"      | 6            | 69           |
| 2015 | Hasse Andersson                        | "Guld och gröna skogar"     | 4            | 78           |
| 2015 | Dinah Nah                              | "Make Me (La La La)"        | 12           | 22           |
| 2015 | Samir & Viktor                         | "Groupie"                   | 8            | 49           |
| 2016 | Panetoz                                | "Håll om mig hårt"          | 8            | 53           |
| 2016 | Boris René                             | "Put Your Love on Me"       | 10           | 41           |
| 2016 | SaRaha                                 | "Kizunguzungu"              | 9            | 47           |
| 2016 | Samir & Viktor                         | "Bada nakna"                | 12           | 31           |
| 2017 | FO&O                                   | "Gotta Thing About You"     | 11           | 41           |
| 2017 | Lisa Ajax                              | "I Don't Give A"            | 9            | 46           |
| 2017 | Boris René                             | "Her Kiss"                  | 8            | 66           |
| 2017 | Anton Hagman                           | "Kiss You Goodbye"          | 10           | 43           |
| 2018 | Margaret                               | "In My Cabana"              | 6            | 103          |
| 2018 | Renaida                                | "All The Feels"             | 9            | 81           |
| 2018 | Felix Sandman                          | "Every Single Day"          | 2            | 158          |
| 2018 | Mendez                                 | "Everyday"                  | 12           | 64           |
| 2019 | Anna Bergendahl                        | "Ashes to Ashes"            | 10           | 56           |
| 2019 | Nano                                   | "Chasing Rivers"            | 8            | 64           |
| 2019 | Lisa Ajax                              | "Torn"                      | 9            | 62           |
| 2019 | Arvingarna                             | "I Do"                      | 7            | 64           |

## Motståndare

### 2002
Den 22 februari 2002 sändes Vinnarnas val där en särskilt inbjuden jury utsåg två finalister bland de åtta bidrag som kommit trea eller fyra i semifinalerna. Juryn bestod av ordförande Anders Berglund, Siw Malmkvist, Svante Thuresson, Charlotte Nilsson, Roger Pontare, Jill Johnson, Lasse Holm, Claes af Geijerstam, Nanne Grönvall och Tommy Nilsson.
De två bidrag som juryn valde ut var Världen utanför med Barbados och Sista andetaget med Jan Johansen. 

### 2007
|  | Omgång 1   | Omgång 1                               | Omgång 1   |                                        |            | Omgång 2                            | Omgång 2   | Omgång 2 |  |  | Kvalificerade | Kvalificerade | Kvalificerade |  |
|  |            |                                        |            |                                        |            |                                     |            |          |  |  |               |               |               |  |
|  | Deltävl. 1 | Elin Lanto "Money"                     | 31 924     |                                        |            |                                     |            |          |  |  |               |               |               |  |
|  | Deltävl. 1 | Elin Lanto "Money"                     | 31 924     |                                        |            |                                     |            |          |  |  |               |               |               |  |
|  | Deltävl. 2 | Jessica Andersson "Kom"                | 39 683     |                                        |            |                                     |            |          |  |  |               |               |               |  |
|  | Deltävl. 2 | Jessica Andersson "Kom"                | 39 683     |                                        | Deltävl. 2 | Jessica Andersson "Kom"             | 45 046     |          |  |  |               |               |               |  |
|  |            |                                        |            |                                        | Deltävl. 2 | Jessica Andersson "Kom"             | 45 046     |          |  |  |               |               |               |  |
|  |            |                                        | Deltävl. 4 | Sanna Nielsen "Vågar du, vågar jag"    | 105 980    |                                     |            |          |  |  |               |               |               |  |
|  | Deltävl. 2 | Jimmy Jansson "Amanda"                 | Deltävl. 4 | Sanna Nielsen "Vågar du, vågar jag"    | 105 980    | 81 699                              |            |          |  |  |               |               |               |  |
|  | Deltävl. 2 | Jimmy Jansson "Amanda"                 |            |                                        |            |                                     |            |          |  |  |               |               |               |  |
|  | Deltävl. 4 | Sanna Nielsen "Vågar du, vågar jag"    | 100 358    |                                        |            |                                     |            |          |  |  |               |               |               |  |
|  | Deltävl. 4 | Sanna Nielsen "Vågar du, vågar jag"    | 100 358    |                                        | Deltävl. 4 | Sanna Nielsen "Vågar du, vågar jag" | Till final |          |  |  |               |               |               |  |
|  |            |                                        |            |                                        |            |                                     |            |          |  |  |               |               |               |  |
|  |            |                                        | Deltävl. 3 | Sonja Aldén "För att du finns"         | Till final |                                     |            |          |  |  |               |               |               |  |
|  | Deltävl. 1 | Uno & Irma "God morgon"                | Deltävl. 3 | Sonja Aldén "För att du finns"         | Till final | 44 527                              |            |          |  |  |               |               |               |  |
|  | Deltävl. 1 | Uno & Irma "God morgon"                |            |                                        |            |                                     |            |          |  |  |               |               |               |  |
|  | Deltävl. 3 | Sonja Aldén "För att du finns"         | 70 863     |                                        |            |                                     |            |          |  |  |               |               |               |  |
|  | Deltävl. 3 | Sonja Aldén "För att du finns"         | 70 863     |                                        | Deltävl. 3 | Sonja Aldén "För att du finns"      | 143 980    |          |  |  |               |               |               |  |
|  |            |                                        |            |                                        | Deltävl. 3 | Sonja Aldén "För att du finns"      | 143 980    |          |  |  |               |               |               |  |
|  |            |                                        | Deltävl. 4 | Magnus Uggla "För kung och fosterland" | 142 540    |                                     |            |          |  |  |               |               |               |  |
|  | Deltävl. 3 | Nanne "Jag måste kyssa dig"            | Deltävl. 4 | Magnus Uggla "För kung och fosterland" | 142 540    | 118 217                             |            |          |  |  |               |               |               |  |
|  | Deltävl. 3 | Nanne "Jag måste kyssa dig"            |            |                                        |            |                                     |            |          |  |  |               |               |               |  |
|  | Deltävl. 4 | Magnus Uggla "För kung och fosterland" | 149 331    |                                        |            |                                     |            |          |  |  |               |               |               |  |

- Telefonsamtal: 1 073 000 röster.
- Till Radiohjälpen: ? kronor.
- TV-tittare: 3 038 000 tittare.[9]

### 2008
|  | Omgång 1   | Omgång 1                             | Omgång 1   |                                     |            | Omgång 2                      | Omgång 2   | Omgång 2 |  |  | Kvalificerade | Kvalificerade | Kvalificerade |  |
|  |            |                                      |            |                                     |            |                               |            |          |  |  |               |               |               |  |
|  | Deltävl. 1 | E-Type & The Poodles "Line of Fire"  | 87 002     |                                     |            |                               |            |          |  |  |               |               |               |  |
|  | Deltävl. 1 | E-Type & The Poodles "Line of Fire"  | 87 002     |                                     |            |                               |            |          |  |  |               |               |               |  |
|  | Deltävl. 4 | Sibel "That is Where I'll Go"        | 103 077    |                                     |            |                               |            |          |  |  |               |               |               |  |
|  | Deltävl. 4 | Sibel "That is Where I'll Go"        | 103 077    |                                     | Deltävl. 4 | Sibel "That is Where I'll Go" | 137 065    |          |  |  |               |               |               |  |
|  |            |                                      |            |                                     | Deltävl. 4 | Sibel "That is Where I'll Go" | 137 065    |          |  |  |               |               |               |  |
|  |            |                                      | Deltävl. 2 | Ola "Love in Stereo"                | 103 624    |                               |            |          |  |  |               |               |               |  |
|  | Deltävl. 2 | Ola "Love in Stereo"                 | Deltävl. 2 | Ola "Love in Stereo"                | 103 624    | 78 477                        |            |          |  |  |               |               |               |  |
|  | Deltävl. 2 | Ola "Love in Stereo"                 |            |                                     |            |                               |            |          |  |  |               |               |               |  |
|  | Deltävl. 3 | Caracola "Smiling in Love"           | 51 038     |                                     |            |                               |            |          |  |  |               |               |               |  |
|  | Deltävl. 3 | Caracola "Smiling in Love"           | 51 038     |                                     | Deltävl. 4 | Sibel "That is Where I'll Go" | Till final |          |  |  |               |               |               |  |
|  |            |                                      |            |                                     |            |                               |            |          |  |  |               |               |               |  |
|  |            |                                      | Deltävl. 4 | Nordman "I lågornas sken"           | Till final |                               |            |          |  |  |               |               |               |  |
|  | Deltävl. 2 | Johnson & Häggkvist "One Love"       | Deltävl. 4 | Nordman "I lågornas sken"           | Till final | 202 353                       |            |          |  |  |               |               |               |  |
|  | Deltävl. 2 | Johnson & Häggkvist "One Love"       |            |                                     |            |                               |            |          |  |  |               |               |               |  |
|  | Deltävl. 4 | Nordman "I lågornas sken"            | 316 118    |                                     |            |                               |            |          |  |  |               |               |               |  |
|  | Deltävl. 4 | Nordman "I lågornas sken"            | 316 118    |                                     | Deltävl. 4 | Nordman "I lågornas sken"     | 166 735    |          |  |  |               |               |               |  |
|  |            |                                      |            |                                     | Deltävl. 4 | Nordman "I lågornas sken"     | 166 735    |          |  |  |               |               |               |  |
|  |            |                                      | Deltävl. 1 | Suzzie Tapper "Visst finns mirakel" | 88 075     |                               |            |          |  |  |               |               |               |  |
|  | Deltävl. 3 | Thérèse Andersson "When You Need Me" | Deltävl. 1 | Suzzie Tapper "Visst finns mirakel" | 88 075     | 57 335                        |            |          |  |  |               |               |               |  |
|  | Deltävl. 3 | Thérèse Andersson "When You Need Me" |            |                                     |            |                               |            |          |  |  |               |               |               |  |
|  | Deltävl. 1 | Suzzie Tapper "Visst finns mirakel"  | 73 120     |                                     |            |                               |            |          |  |  |               |               |               |  |

- Telefonsamtal: 1 464 019 röster.
- Till Radiohjälpen: ? kronor.
- TV-tittare: 3 090 000 tittare.[9]

### 2009
|  | Omgång 1   | Omgång 1                                       | Omgång 1   |                                     |            | Omgång 2                     | Omgång 2   | Omgång 2 |  |  | Kvalificerade | Kvalificerade | Kvalificerade |  |
|  |            |                                                |            |                                     |            |                              |            |          |  |  |               |               |               |  |
|  | Deltävl. 1 | Scotts "Jag tror på oss"                       | 47 593     |                                     |            |                              |            |          |  |  |               |               |               |  |
|  | Deltävl. 1 | Scotts "Jag tror på oss"                       | 47 593     |                                     |            |                              |            |          |  |  |               |               |               |  |
|  | Deltävl. 4 | Sarah Dawn Finer "Moving On"                   | 88 739     |                                     |            |                              |            |          |  |  |               |               |               |  |
|  | Deltävl. 4 | Sarah Dawn Finer "Moving On"                   | 88 739     |                                     | Deltävl. 4 | Sarah Dawn Finer "Moving On" | 98 984     |          |  |  |               |               |               |  |
|  |            |                                                |            |                                     | Deltävl. 4 | Sarah Dawn Finer "Moving On" | 98 984     |          |  |  |               |               |               |  |
|  |            |                                                | Deltävl. 2 | Lili & Susie "Show Me Heaven"       | 65 217     |                              |            |          |  |  |               |               |               |  |
|  | Deltävl. 2 | Lili & Susie "Show Me Heaven"                  | Deltävl. 2 | Lili & Susie "Show Me Heaven"       | 65 217     | 65 405                       |            |          |  |  |               |               |               |  |
|  | Deltävl. 2 | Lili & Susie "Show Me Heaven"                  |            |                                     |            |                              |            |          |  |  |               |               |               |  |
|  | Deltävl. 3 | BWO "You're Not Alone"                         | 54 283     |                                     |            |                              |            |          |  |  |               |               |               |  |
|  | Deltävl. 3 | BWO "You're Not Alone"                         | 54 283     |                                     | Deltävl. 4 | Sarah Dawn Finer "Moving On" | Till final |          |  |  |               |               |               |  |
|  |            |                                                |            |                                     |            |                              |            |          |  |  |               |               |               |  |
|  |            |                                                | Deltävl. 1 | Caroline af Ugglas "Snälla, snälla" | Till final |                              |            |          |  |  |               |               |               |  |
|  | Deltävl. 2 | Amy Diamond "It's My Life"                     | Deltävl. 1 | Caroline af Ugglas "Snälla, snälla" | Till final | 65 493                       |            |          |  |  |               |               |               |  |
|  | Deltävl. 2 | Amy Diamond "It's My Life"                     |            |                                     |            |                              |            |          |  |  |               |               |               |  |
|  | Deltävl. 4 | Star Pilots "Higher"                           | 84 671     |                                     |            |                              |            |          |  |  |               |               |               |  |
|  | Deltävl. 4 | Star Pilots "Higher"                           | 84 671     |                                     | Deltävl. 4 | Star Pilots "Higher"         | 107 425    |          |  |  |               |               |               |  |
|  |            |                                                |            |                                     | Deltävl. 4 | Star Pilots "Higher"         | 107 425    |          |  |  |               |               |               |  |
|  |            |                                                | Deltävl. 1 | Caroline af Ugglas "Snälla, snälla" | 111 009    |                              |            |          |  |  |               |               |               |  |
|  | Deltävl. 3 | Rigo & The Topaz Sound feat. Red Fox "I Got U" | Deltävl. 1 | Caroline af Ugglas "Snälla, snälla" | 111 009    | 49 543                       |            |          |  |  |               |               |               |  |
|  | Deltävl. 3 | Rigo & The Topaz Sound feat. Red Fox "I Got U" |            |                                     |            |                              |            |          |  |  |               |               |               |  |
|  | Deltävl. 1 | Caroline af Ugglas "Snälla, snälla"            | 100 860    |                                     |            |                              |            |          |  |  |               |               |               |  |

- Telefon- och SMS-röster: 639 928 röster.[10]
- Till Radiohjälpen: 0 kronor.
- TV-tittare: 2 886 000 tittare.[9]

#### Internationella juryn
Den Internationella juryn bestod av 10 medlemmar från åtta olika länder (Serbien och Ukraina representerades av två medlemmar.) Juryns ordförande var Bruno Berberes, som även är Frankrikes tävlingsansvarige. Den internationella juryn hade i uppgift att i varje deltävling välja ut det bidrag som de tyckte var bäst anpassat för Eurovision Song Contest bland de bidrag som inte blev direktkvalificerade till finalen. Ett bidrag av de fyra som de valde blev efter andra chansen ett wildcard, och fick den elfte finalplatsen. Den internationella juryn röstade även i finalen och blev då en tolfte jurygrupp. Följande bidrag valde juryn:
| Nr | Artist             | Låttitel         | Deltävling | Resultat i deltävlingen | Anmärkning                                                                          |
| -- | ------------------ | ---------------- | ---------- | ----------------------- | ----------------------------------------------------------------------------------- |
| 1  | Caroline af Ugglas | "Snälla, snälla" | 1          | Andra Chansen           | Gick vidare till finalen via Andra Chansen och kunde således inte väljas av juryn.  |
| 2  | Amy Diamond        | "It's My Life"   | 2          | Andra Chansen           | Utslagen mot Sofia.                                                                 |
| 3  | Sofia              | "Alla"           | 3          | Utslagen (7:a)          | Blev juryns slutgiltiga val.                                                        |
| 4  | Sarah Dawn Finer   | "Moving On"      | 4          | Andra Chansen           | Gick vidare till finalen, via Andra Chansen och kunde således inte väljas av juryn. |

### 2010
|  | Omgång 1   | Omgång 1                                 | Omgång 1   |                                       |            | Omgång 2                                 | Omgång 2   | Omgång 2 |  |  | Kvalificerade till final | Kvalificerade till final | Kvalificerade till final |  |
|  |            |                                          |            |                                       |            |                                          |            |          |  |  |                          |                          |                          |  |
|  | Deltävl. 1 | Pain of Salvation "Road Salt"            | 52 570     |                                       |            |                                          |            |          |  |  |                          |                          |                          |  |
|  | Deltävl. 1 | Pain of Salvation "Road Salt"            | 52 570     |                                       |            |                                          |            |          |  |  |                          |                          |                          |  |
|  | Deltävl. 4 | Pernilla Wahlgren "Jag vill om du vågar" | 62 677     |                                       |            |                                          |            |          |  |  |                          |                          |                          |  |
|  | Deltävl. 4 | Pernilla Wahlgren "Jag vill om du vågar" | 62 677     |                                       | Deltävl. 4 | Pernilla Wahlgren "Jag vill om du vågar" | 79 693     |          |  |  |                          |                          |                          |  |
|  |            |                                          |            |                                       | Deltävl. 4 | Pernilla Wahlgren "Jag vill om du vågar" | 79 693     |          |  |  |                          |                          |                          |  |
|  |            |                                          | Deltävl. 3 | Crucified Barbara "Heaven or Hell"    | 74 933     |                                          |            |          |  |  |                          |                          |                          |  |
|  | Deltävl. 2 | Pauline "Sucker for Love"                | Deltävl. 3 | Crucified Barbara "Heaven or Hell"    | 74 933     | 50 111                                   |            |          |  |  |                          |                          |                          |  |
|  | Deltävl. 2 | Pauline "Sucker for Love"                |            |                                       |            |                                          |            |          |  |  |                          |                          |                          |  |
|  | Deltävl. 3 | Crucified Barbara "Heaven or Hell"       | 54 139     |                                       |            |                                          |            |          |  |  |                          |                          |                          |  |
|  | Deltävl. 3 | Crucified Barbara "Heaven or Hell"       | 54 139     |                                       | Deltävl. 4 | Pernilla Wahlgren "Jag vill om du vågar" | Till final |          |  |  |                          |                          |                          |  |
|  |            |                                          |            |                                       |            |                                          |            |          |  |  |                          |                          |                          |  |
|  |            |                                          | Deltävl. 1 | Jessica Andersson "I Did It for Love" | Till final |                                          |            |          |  |  |                          |                          |                          |  |
|  | Deltävl. 2 | Kalle Moraeus & Orsa Spelmän "Underbart" | Deltävl. 1 | Jessica Andersson "I Did It for Love" | Till final | 81 619                                   |            |          |  |  |                          |                          |                          |  |
|  | Deltävl. 2 | Kalle Moraeus & Orsa Spelmän "Underbart" |            |                                       |            |                                          |            |          |  |  |                          |                          |                          |  |
|  | Deltävl. 4 | NEO "Human Frontier"                     | 50 700     |                                       |            |                                          |            |          |  |  |                          |                          |                          |  |
|  | Deltävl. 4 | NEO "Human Frontier"                     | 50 700     |                                       | Deltävl. 2 | Kalle Moraeus & Orsa Spelmän "Underbart" | 90 050     |          |  |  |                          |                          |                          |  |
|  |            |                                          |            |                                       | Deltävl. 2 | Kalle Moraeus & Orsa Spelmän "Underbart" | 90 050     |          |  |  |                          |                          |                          |  |
|  |            |                                          | Deltävl. 1 | Jessica Andersson "I Did It for Love" | 93 447     |                                          |            |          |  |  |                          |                          |                          |  |
|  | Deltävl. 3 | Alcazar "Headlines"                      | Deltävl. 1 | Jessica Andersson "I Did It for Love" | 93 447     | 68 618                                   |            |          |  |  |                          |                          |                          |  |
|  | Deltävl. 3 | Alcazar "Headlines"                      |            |                                       |            |                                          |            |          |  |  |                          |                          |                          |  |
|  | Deltävl. 1 | Jessica Andersson "I Did It for Love"    | 94 623     |                                       |            |                                          |            |          |  |  |                          |                          |                          |  |

- Telefon- och SMS-röster: 853 180 röster.[11]
- Till Radiohjälpen: 1 748 067 kronor.[11]
- TV-tittare: 2 894 000 tittare.[9]

### 2011
|  | Omgång 1   | Omgång 1                                    | Omgång 1   |                                 |            | Omgång 2                      | Omgång 2   | Omgång 2 |  |  | Kvalificerade till final | Kvalificerade till final | Kvalificerade till final |  |
|  |            |                                             |            |                                 |            |                               |            |          |  |  |                          |                          |                          |  |
|  | Deltävl. 1 | Jenny Silver "Something In Your Eyes"       | 32 942     |                                 |            |                               |            |          |  |  |                          |                          |                          |  |
|  | Deltävl. 1 | Jenny Silver "Something In Your Eyes"       | 32 942     |                                 |            |                               |            |          |  |  |                          |                          |                          |  |
|  | Deltävl. 4 | Love Generation "Dance Alone"               | 34 212     |                                 |            |                               |            |          |  |  |                          |                          |                          |  |
|  | Deltävl. 4 | Love Generation "Dance Alone"               | 34 212     |                                 | Deltävl. 4 | Love Generation "Dance Alone" | 46 639     |          |  |  |                          |                          |                          |  |
|  |            |                                             |            |                                 | Deltävl. 4 | Love Generation "Dance Alone" | 46 639     |          |  |  |                          |                          |                          |  |
|  |            |                                             | Deltävl. 3 | Sara Varga "Spring för livet"   | 65 713     |                               |            |          |  |  |                          |                          |                          |  |
|  | Deltävl. 2 | Loreen "My Heart is Refusing Me"            | Deltävl. 3 | Sara Varga "Spring för livet"   | 65 713     | 42 892                        |            |          |  |  |                          |                          |                          |  |
|  | Deltävl. 2 | Loreen "My Heart is Refusing Me"            |            |                                 |            |                               |            |          |  |  |                          |                          |                          |  |
|  | Deltävl. 3 | Sara Varga "Spring för livet"               | 54 807     |                                 |            |                               |            |          |  |  |                          |                          |                          |  |
|  | Deltävl. 3 | Sara Varga "Spring för livet"               | 54 807     |                                 | Deltävl. 3 | Sara Varga "Spring för livet" | Till final |          |  |  |                          |                          |                          |  |
|  |            |                                             |            |                                 |            |                               |            |          |  |  |                          |                          |                          |  |
|  |            |                                             | Deltävl. 2 | The Moniker "Oh My God!"        | Till final |                               |            |          |  |  |                          |                          |                          |  |
|  | Deltävl. 2 | The Moniker "Oh My God!"                    | Deltävl. 2 | The Moniker "Oh My God!"        | Till final | 63 963                        |            |          |  |  |                          |                          |                          |  |
|  | Deltävl. 2 | The Moniker "Oh My God!"                    |            |                                 |            |                               |            |          |  |  |                          |                          |                          |  |
|  | Deltävl. 4 | Linda Pritchard "Alive"                     | 40 698     |                                 |            |                               |            |          |  |  |                          |                          |                          |  |
|  | Deltävl. 4 | Linda Pritchard "Alive"                     | 40 698     |                                 | Deltävl. 2 | The Moniker "Oh My God!"      | 68 478     |          |  |  |                          |                          |                          |  |
|  |            |                                             |            |                                 | Deltävl. 2 | The Moniker "Oh My God!"      | 68 478     |          |  |  |                          |                          |                          |  |
|  |            |                                             | Deltävl. 1 | Pernilla Andersson "Desperados" | 49 559     |                               |            |          |  |  |                          |                          |                          |  |
|  | Deltävl. 3 | Shirley's Angels "I Thought It Was Forever" | Deltävl. 1 | Pernilla Andersson "Desperados" | 49 559     | 30 042                        |            |          |  |  |                          |                          |                          |  |
|  | Deltävl. 3 | Shirley's Angels "I Thought It Was Forever" |            |                                 |            |                               |            |          |  |  |                          |                          |                          |  |
|  | Deltävl. 1 | Pernilla Andersson "Desperados"             | 54 235     |                                 |            |                               |            |          |  |  |                          |                          |                          |  |

- Telefon- och SMS-röster: 597 832 röster.[12]
- Till Radiohjälpen: 1 330 845 kronor.[12]
- TV-tittare: 2 737 000 tittare.[9]

### 2012
|  | Omgång 1   | Omgång 1                                                    | Omgång 1   |                                                             |            | Omgång 2                                                    | Omgång 2   | Omgång 2 |  |  | Kvalificerade till final | Kvalificerade till final | Kvalificerade till final |  |
|  |            |                                                             |            |                                                             |            |                                                             |            |          |  |  |                          |                          |                          |  |
|  | Deltävl. 4 | Dynazty "Land of Broken Dreams"                             | 46 466     |                                                             |            |                                                             |            |          |  |  |                          |                          |                          |  |
|  | Deltävl. 4 | Dynazty "Land of Broken Dreams"                             | 46 466     |                                                             |            |                                                             |            |          |  |  |                          |                          |                          |  |
|  | Deltävl. 2 | Top Cats "Baby Doll"                                        | 75 114     |                                                             |            |                                                             |            |          |  |  |                          |                          |                          |  |
|  | Deltävl. 2 | Top Cats "Baby Doll"                                        | 75 114     |                                                             | Deltävl. 2 | Top Cats "Baby Doll"                                        | 98 782     |          |  |  |                          |                          |                          |  |
|  |            |                                                             |            |                                                             | Deltävl. 2 | Top Cats "Baby Doll"                                        | 98 782     |          |  |  |                          |                          |                          |  |
|  |            |                                                             | Deltävl. 2 | Timoteij "Stormande hav"                                    | 54 788     |                                                             |            |          |  |  |                          |                          |                          |  |
|  | Deltävl. 3 | Andreas Johnson "Lovelight"                                 | Deltävl. 2 | Timoteij "Stormande hav"                                    | 54 788     | 60 969                                                      |            |          |  |  |                          |                          |                          |  |
|  | Deltävl. 3 | Andreas Johnson "Lovelight"                                 |            |                                                             |            |                                                             |            |          |  |  |                          |                          |                          |  |
|  | Deltävl. 2 | Timoteij "Stormande hav"                                    | 69 833     |                                                             |            |                                                             |            |          |  |  |                          |                          |                          |  |
|  | Deltävl. 2 | Timoteij "Stormande hav"                                    | 69 833     |                                                             | Deltävl. 2 | Top Cats "Baby Doll"                                        | Till final |          |  |  |                          |                          |                          |  |
|  |            |                                                             |            |                                                             |            |                                                             |            |          |  |  |                          |                          |                          |  |
|  |            |                                                             | Deltävl. 1 | Thorsten Flinck & Revolutionsorkestern "Jag reser mig igen" | Till final |                                                             |            |          |  |  |                          |                          |                          |  |
|  | Deltävl. 1 | Thorsten Flinck & Revolutionsorkestern "Jag reser mig igen" | Deltävl. 1 | Thorsten Flinck & Revolutionsorkestern "Jag reser mig igen" | Till final | 109 526                                                     |            |          |  |  |                          |                          |                          |  |
|  | Deltävl. 1 | Thorsten Flinck & Revolutionsorkestern "Jag reser mig igen" |            |                                                             |            |                                                             |            |          |  |  |                          |                          |                          |  |
|  | Deltävl. 4 | Lotta Engberg och Christer Sjögren "Don't Let Me Down"      | 79 235     |                                                             |            |                                                             |            |          |  |  |                          |                          |                          |  |
|  | Deltävl. 4 | Lotta Engberg och Christer Sjögren "Don't Let Me Down"      | 79 235     |                                                             | Deltävl. 1 | Thorsten Flinck & Revolutionsorkestern "Jag reser mig igen" | 196 014    |          |  |  |                          |                          |                          |  |
|  |            |                                                             |            |                                                             | Deltävl. 1 | Thorsten Flinck & Revolutionsorkestern "Jag reser mig igen" | 196 014    |          |  |  |                          |                          |                          |  |
|  |            |                                                             | Deltävl. 1 | Sean Banan "Sean Den Förste Banan"                          | 111 443    |                                                             |            |          |  |  |                          |                          |                          |  |
|  | Deltävl. 1 | Sean Banan "Sean Den Förste Banan"                          | Deltävl. 1 | Sean Banan "Sean Den Förste Banan"                          | 111 443    | 138 034                                                     |            |          |  |  |                          |                          |                          |  |
|  | Deltävl. 1 | Sean Banan "Sean Den Förste Banan"                          |            |                                                             |            |                                                             |            |          |  |  |                          |                          |                          |  |
|  | Deltävl. 3 | Youngblood "Youngblood"                                     | 63 984     |                                                             |            |                                                             |            |          |  |  |                          |                          |                          |  |

- Telefon- och SMS-röster: 1 115 229 röster.[13]
- Till Radiohjälpen: 2 081 327 kronor.[13]
- TV-tittare: 2 952 000 tittare.[9]

### 2013

#### Tävlingsomgången[14]
| Nr | Artist                                        | Låt                            | Text (t) & Musik (m)                                                                  | Röster Omgång 1 | Röster Omgång 2 | Total- röster | Placering | Anmärkning |
| -- | --------------------------------------------- | ------------------------------ | ------------------------------------------------------------------------------------- | --------------- | --------------- | ------------- | --------- | ---------- |
| 1  | Robin Stjernberg                              | ”You”                          | Robin Stjernberg (tm), Linnea Deb (tm), Joy Deb (tm), Joakim Harestad Haukaas (tm)    | 58 025          | 35 535          | 93 560        | 2         | Duell 2    |
| 2  | Eric Gadd                                     | ”Vi kommer aldrig att förlora” | Eric Gadd (tm), Thomas Stenström (tm), Jacob Olofsson (tm)                            | 14 164          |                 | 14 164        | 8         | Utslagen   |
| 3  | Caroline af Ugglas                            | ”Hon har inte”                 | Caroline af Ugglas (tm), Heinz Liljedahl (tm)                                         | 35 234          |                 | 35 234        | 6         | Utslagen   |
| 4  | Behrang Miri feat. Loulou Lamotte & Oscar Zia | ”Jalla Dansa Sawa”             | Behrang Miri (tm), Anderz Wrethov (tm), Firas Razak Tuma (tm), Tacfarinas Yamoun (tm) | 56 165          | 29 618          | 85 783        | 4         | Duell 1    |
| 5  | Erik Segerstedt & Tone Damli                  | ”Hello Goodbye”                | Robin Fredriksson (tm), Mattias Larsson (tm), Måns Zelmerlöw (tm)                     | 42 425          | 28 098          | 70 523        | 5         | Utslagen   |
| 6  | Anton Ewald                                   | ”Begging”                      | Fredrik Kempe (tm), Anton Malmberg Hård af Segerstad (tm)                             | 66 965          | 31 696          | 98 661        | 1         | Duell 1    |
| 7  | Cookies 'N' Beans                             | ”Burning Flags”                | Fredrik Kempe (tm)                                                                    | 25 826          |                 | 25 826        | 7         | Utslagen   |
| 8  | Martin Rolinski                               | ”In And out of Love”           | Thomas G:son (tm), Andreas Rickstrand (tm), Martin Rolinski (tm)                      | 51 977          | 35 787          | 87 764        | 3         | Duell 2    |

#### Dueller
|  | Dueller    | Dueller                              | Dueller    |                        |            | Till final            | Till final | Till final |  |
|  |            |                                      |            |                        |            |                       |            |            |  |
|  | Deltävl. 4 | Behrang Miri ”Jalla Dansa Sawa”      | 82 896     |                        |            |                       |            |            |  |
|  | Deltävl. 4 | Behrang Miri ”Jalla Dansa Sawa”      | 82 896     |                        |            |                       |            |            |  |
|  | Deltävl. 2 | Anton Ewald ”Begging”                | 105 890    |                        |            |                       |            |            |  |
|  | Deltävl. 2 | Anton Ewald ”Begging”                | 105 890    |                        | Deltävl. 2 | Anton Ewald ”Begging” | Till final |            |  |
|  |            |                                      |            |                        | Deltävl. 2 | Anton Ewald ”Begging” | Till final |            |  |
|  |            |                                      | Deltävl. 4 | Robin Stjernberg ”You” | Till final |                       |            |            |  |
|  | Deltävl. 4 | Robin Stjernberg ”You”               | Deltävl. 4 | Robin Stjernberg ”You” | Till final | 98 105                |            |            |  |
|  | Deltävl. 4 | Robin Stjernberg ”You”               |            |                        |            |                       |            |            |  |
|  | Deltävl. 3 | Martin Rolinski ”In And out of Love” | 95 930     |                        |            |                       |            |            |  |

#### Siffror
- Telefon- och SMS-röster: 900 898 röster.[15]
- Till Radiohjälpen: 1 476 705 kronor.[15]
- TV-tittare: 3 230 000 tittare (rekord för Andra chansen).[9][16]

### 2014

#### Tävlingsomgången[17]
| Nr | Artist           | Låt                    | Text (t) & Musik (m) | Röster Omgång 1 | Röster Omgång 2 | Total- röster1 | Placering1 | Anmärkning |
| -- | ---------------- | ---------------------- | --- | --------------- | --------------- | -------------- | ---------- | ---------- |
| 1  | Ammotrack        | "Raise Your Hands"     | Jari Kujansuu (tm), Thomas Johansson (tm), Calle Kindbom (tm), Mikael de Bruin (tm)                                                                                       | 16 998          |                 | 16 998         | 8          | Utslagen   |
| 2  | Linus Svenning   | "Bröder"               | Fredrik Kempe (tm) | 45 657          | 49 295          | 94 952         | 1          | Duell 2    |
| 3  | J.E.M            | "Love Trigger"         | Thomas G:son (tm), Peter Boström (tm), Julimar ”J-Son” Santos (tm) | 28 626          |                 | 28 626         | 6          | Utslagen   |
| 4  | State of Drama   | "All We Are"           | Göran Werner (tm), Sanken Sandqvist (tm), Emil Gullhamn (tm), Sebastian Hallifax (tm)                                                                                     | 29 352          | 22 150          | 51 502         | 5          | Utslagen   |
| 5  | Ellinore Holmer  | "En himmelsk sång"     | Ellinore Holmer (t), Vanna Rosenberg (t), Åsa Schmalenbach (m), Josefina Sanner (m), Henrik Wikström (m), Amir Aly (m)                                                    | 17 685          |                 | 17 685         | 7          | Utslagen   |
| 6  | Martin Stenmarck | "När änglarna går hem" | Andreas Öhrn (tm), Alexander Bard (tm), Martin Stenmarck (tm), Peter Boström (tm)                                                                                         | 30 681          | 26 366          | 57 047         | 4          | Duell 2    |
| 7  | Helena Paparizou | "Survivor"             | Bobby Ljunggren (m), Henrik Wikström (m), Karl-Ola Kjellholm (m), Sharon Vaughn (t)                                                                                       | 47 161          | 44 411          | 91 572         | 2          | Duell 1    |
| 8  | Outtrigger       | "Echo"                 | Linnea Deb (tm), Joy Deb (tm), Anton Malmberg Hård af Segerstad (tm), John Löfgren (tm), Simon Peyron (tm), Timmy Andersson (tm), Joakim Agnemyr (tm), Adam Axelsson (tm) | 33 876          | 27 083          | 60 959         | 3          | Duell 1    |

1 Med totalröster räknas rösterna i omgång 1 & 2 ihop. Duellresultatet finns alltså inte med i denna beräkning utan nämns istället här nedanför. För placering gäller samma sak, således placering efter resultatet i omgång 1 & 2, inte för duellplacering (se dullresultat nedan).

#### Dueller
|  | Dueller    | Dueller                                 | Dueller    |                         |            | Till final                  | Till final | Till final |  |
|  |            |                                         |            |                         |            |                             |            |            |  |
|  | Deltävl. 3 | Outtrigger ”Echo”                       | 51 627     |                         |            |                             |            |            |  |
|  | Deltävl. 3 | Outtrigger ”Echo”                       | 51 627     |                         |            |                             |            |            |  |
|  | Deltävl. 1 | Helena Paparizou ”Survivor”             | 123 859    |                         |            |                             |            |            |  |
|  | Deltävl. 1 | Helena Paparizou ”Survivor”             | 123 859    |                         | Deltävl. 1 | Helena Paparizou ”Survivor” | Till final |            |  |
|  |            |                                         |            |                         | Deltävl. 1 | Helena Paparizou ”Survivor” | Till final |            |  |
|  |            |                                         | Deltävl. 1 | Linus Svenning ”Bröder” | Till final |                             |            |            |  |
|  | Deltävl. 1 | Linus Svenning ”Bröder”                 | Deltävl. 1 | Linus Svenning ”Bröder” | Till final | 77 706                      |            |            |  |
|  | Deltävl. 1 | Linus Svenning ”Bröder”                 |            |                         |            |                             |            |            |  |
|  | Deltävl. 2 | Martin Stenmarck ”När änglarna går hem” | 71 844     |                         |            |                             |            |            |  |

#### Siffror
- Telefon-  och SMS-röster: 746 752 röster.[18]
- Till Radiohjälpen: 1 208 600 kronor.[18]
- TV-tittare: 2 725 000 tittare.[9]

### 2015
|  | Dueller    | Dueller                               | Dueller                                 |            |                                                       | Till final | Till final | Till final |
|  |            |                                       |                                         |            |                                                       |            |            |            |
|  |            |                                       |                                         |            |                                                       |            |            |            |
|  | Deltävl. 3 | Andreas Weise "Bring Out The Fire"    |                                         |            |                                                       |            |            |            |
|  | Deltävl. 3 | Andreas Weise "Bring Out The Fire"    |                                         |            |                                                       |            |            |            |
|  | Deltävl. 2 | Linus Svenning "Forever Starts Today" |                                         |            |                                                       |            |            |            |
|  | Deltävl. 2 | Linus Svenning "Forever Starts Today" |                                         | Deltävl. 2 | Linus Svenning "Forever Starts Today"                 | Till final |            |            |
|  |            |                                       |                                         | Deltävl. 2 | Linus Svenning "Forever Starts Today"                 | Till final |            |            |
|  |            | Deltävl. 4                            | Hasse Andersson "Guld och gröna skogar" | Till final |                                                       |            |            |            |
|  | Deltävl. 4 | Deltävl. 4                            | Hasse Andersson "Guld och gröna skogar" | Till final | Hasse Andersson "Guld och gröna skogar"               |            |            |            |
|  | Deltävl. 4 |                                       |                                         |            | Hasse Andersson "Guld och gröna skogar"               |            |            |            |
|  | Deltävl. 3 | Kristin Amparo "I See You"            |                                         |            |                                                       |            |            |            |
|  | Deltävl. 3 | Kristin Amparo "I See You"            |                                         |            |                                                       |            |            |            |
|  |            |                                       |                                         |            |                                                       |            |            |            |
|  |            |                                       |                                         |            |                                                       |            |            |            |
|  | Deltävl. 1 | Dolly Style "Hello Hi"                |                                         |            |                                                       |            |            |            |
|  | Deltävl. 1 | Dolly Style "Hello Hi"                |                                         |            |                                                       |            |            |            |
|  | Deltävl. 4 | Dinah Nah "Make Me (La La La)"        |                                         |            |                                                       |            |            |            |
|  | Deltävl. 4 | Dinah Nah "Make Me (La La La)"        |                                         | Deltävl. 4 | Dinah Nah "Make Me (La La La)"                        | Till final |            |            |
|  |            |                                       |                                         | Deltävl. 4 | Dinah Nah "Make Me (La La La)"                        | Till final |            |            |
|  |            | Deltävl. 2                            | Samir och Viktor "Groupie"              | Till final |                                                       |            |            |            |
|  | Deltävl. 1 | Deltävl. 2                            | Samir och Viktor "Groupie"              | Till final | Behrang Miri feat. Victor Crone "Det rår vi inte för" |            |            |            |
|  | Deltävl. 1 |                                       |                                         |            | Behrang Miri feat. Victor Crone "Det rår vi inte för" |            |            |            |
|  | Deltävl. 2 | Samir och Viktor "Groupie"            |                                         |            |                                                       |            |            |            |

#### Siffror
- Telefon-, SMS- och applikationsröster: 3 830 306 röster (nytt rekord för en deltävling/final).[19]
- Till Radiohjälpen: 712 062 kronor.[19]
- TV-tittare: 3 030 000 tittare.[9]

### 2016
|  | Dueller    | Dueller                          | Dueller                          |            |                             | Till final | Till final | Till final |
|  |            |                                  |                                  |            |                             |            |            |            |
|  |            |                                  |                                  |            |                             |            |            |            |
|  | Deltävl. 3 | Panetoz "Håll om mig hårt"       |                                  |            |                             |            |            |            |
|  | Deltävl. 3 | Panetoz "Håll om mig hårt"       |                                  |            |                             |            |            |            |
|  | Deltävl. 2 | Molly Petterson Hammar "Hunger"  |                                  |            |                             |            |            |            |
|  | Deltävl. 2 | Molly Petterson Hammar "Hunger"  |                                  | Deltävl. 2 | Panetoz "Håll om mig hårt"  | Till final |            |            |
|  |            |                                  |                                  | Deltävl. 2 | Panetoz "Håll om mig hårt"  | Till final |            |            |
|  |            | Deltävl. 4                       | Boris René "Put Your Love on Me" | Till final |                             |            |            |            |
|  | Deltävl. 4 | Deltävl. 4                       | Boris René "Put Your Love on Me" | Till final | Albin & Mattias "Rik"       |            |            |            |
|  | Deltävl. 4 |                                  |                                  |            | Albin & Mattias "Rik"       |            |            |            |
|  | Deltävl. 3 | Boris René "Put Your Love on Me" |                                  |            |                             |            |            |            |
|  | Deltävl. 3 | Boris René "Put Your Love on Me" |                                  |            |                             |            |            |            |
|  |            |                                  |                                  |            |                             |            |            |            |
|  |            |                                  |                                  |            |                             |            |            |            |
|  | Deltävl. 1 | Isa "I Will Wait"                |                                  |            |                             |            |            |            |
|  | Deltävl. 1 | Isa "I Will Wait"                |                                  |            |                             |            |            |            |
|  | Deltävl. 4 | SaRaha "Kizunguzungu"            |                                  |            |                             |            |            |            |
|  | Deltävl. 4 | SaRaha "Kizunguzungu"            |                                  | Deltävl. 4 | SaRaha "Kizunguzungu"       | Till final |            |            |
|  |            |                                  |                                  | Deltävl. 4 | SaRaha "Kizunguzungu"       | Till final |            |            |
|  |            | Deltävl. 2                       | Samir och Viktor "Bada nakna"    | Till final |                             |            |            |            |
|  | Deltävl. 1 | Deltävl. 2                       | Samir och Viktor "Bada nakna"    | Till final | Dolly Style "Rollercoaster" |            |            |            |
|  | Deltävl. 1 |                                  |                                  |            | Dolly Style "Rollercoaster" |            |            |            |
|  | Deltävl. 2 | Samir och Viktor "Bada nakna"    |                                  |            |                             |            |            |            |

#### Siffror
- Telefon-, SMS- och applikationsröster: 6 059 917 röster (nytt rekord för en deltävling/final).[20]
- Till Radiohjälpen: 441 413 kronor.[20]
- TV-tittare: 2 921 000 tittare.[9]

### 2017
|  | Dueller    | Dueller                      | Dueller                         |            |                                 | Till final | Till final | Till final |
|  |            |                              |                                 |            |                                 |            |            |            |
|  |            |                              |                                 |            |                                 |            |            |            |
|  | Deltävl. 3 | FO&O "Gotta Thing About You" |                                 |            |                                 |            |            |            |
|  | Deltävl. 3 | FO&O "Gotta Thing About You" |                                 |            |                                 |            |            |            |
|  | Deltävl. 1 | De Vet Du "Road Trip"        |                                 |            |                                 |            |            |            |
|  | Deltävl. 1 | De Vet Du "Road Trip"        |                                 | Deltävl. 3 | FO&O "Gotta Thing About You"    | Till final |            |            |
|  |            |                              |                                 | Deltävl. 3 | FO&O "Gotta Thing About You"    | Till final |            |            |
|  |            | Deltävl. 2                   | Lisa Ajax "I Don’t Give A"      | Till final |                                 |            |            |            |
|  | Deltävl. 4 | Deltävl. 2                   | Lisa Ajax "I Don’t Give A"      | Till final | Axel Schylström "När ingen ser" |            |            |            |
|  | Deltävl. 4 |                              |                                 |            | Axel Schylström "När ingen ser" |            |            |            |
|  | Deltävl. 2 | Lisa Ajax "I Don’t Give A"   |                                 |            |                                 |            |            |            |
|  | Deltävl. 2 | Lisa Ajax "I Don’t Give A"   |                                 |            |                                 |            |            |            |
|  |            |                              |                                 |            |                                 |            |            |            |
|  |            |                              |                                 |            |                                 |            |            |            |
|  | Deltävl. 1 | Boris René "Her Kiss"        |                                 |            |                                 |            |            |            |
|  | Deltävl. 1 | Boris René "Her Kiss"        |                                 |            |                                 |            |            |            |
|  | Deltävl. 2 | Dismissed "Hearts Align"     |                                 |            |                                 |            |            |            |
|  | Deltävl. 2 | Dismissed "Hearts Align"     |                                 | Deltävl. 1 | Boris René "Her Kiss"           | Till final |            |            |
|  |            |                              |                                 | Deltävl. 1 | Boris René "Her Kiss"           | Till final |            |            |
|  |            | Deltävl. 3                   | Anton Hagman "Kiss You Goodbye" | Till final |                                 |            |            |            |
|  | Deltävl. 3 | Deltävl. 3                   | Anton Hagman "Kiss You Goodbye" | Till final | Anton Hagman "Kiss You Goodbye" |            |            |            |
|  | Deltävl. 3 |                              |                                 |            | Anton Hagman "Kiss You Goodbye" |            |            |            |
|  | Deltävl. 4 | Loreen "Statements"          |                                 |            |                                 |            |            |            |

#### Siffror
- Telefon- SMS- och applikationsröster: 7 223 709 röster (nytt rekord för andra chansen).
- Till Radiohjälpen: 558 116 kronor.
- TV-tittare: 3 097 000 tittare.[9]

### 2018
|  | Dueller    | Dueller                          | Dueller                 |            |                                  | Till final | Till final | Till final |
|  |            |                                  |                         |            |                                  |            |            |            |
|  |            |                                  |                         |            |                                  |            |            |            |
|  | Deltävl. 2 | Margaret "In My Cabana"          |                         |            |                                  |            |            |            |
|  | Deltävl. 2 | Margaret "In My Cabana"          |                         |            |                                  |            |            |            |
|  | Deltävl. 3 | Moncho "Cuba Libre"              |                         |            |                                  |            |            |            |
|  | Deltävl. 3 | Moncho "Cuba Libre"              |                         | Deltävl. 2 | Margaret "In My Cabana"          | Till final |            |            |
|  |            |                                  |                         | Deltävl. 2 | Margaret "In My Cabana"          | Till final |            |            |
|  |            | Deltävl. 1                       | Renaida "All The Feels" | Till final |                                  |            |            |            |
|  | Deltävl. 1 | Deltävl. 1                       | Renaida "All The Feels" | Till final | Renaida "All The Feels"          |            |            |            |
|  | Deltävl. 1 |                                  |                         |            | Renaida "All The Feels"          |            |            |            |
|  | Deltävl. 4 | Olivia Eliasson "Never Learn"    |                         |            |                                  |            |            |            |
|  | Deltävl. 4 | Olivia Eliasson "Never Learn"    |                         |            |                                  |            |            |            |
|  |            |                                  |                         |            |                                  |            |            |            |
|  |            |                                  |                         |            |                                  |            |            |            |
|  | Deltävl. 4 | Felix Sandman "Every Single Day" |                         |            |                                  |            |            |            |
|  | Deltävl. 4 | Felix Sandman "Every Single Day" |                         |            |                                  |            |            |            |
|  | Deltävl. 2 | Mimi Werner "Songburning"        |                         |            |                                  |            |            |            |
|  | Deltävl. 2 | Mimi Werner "Songburning"        |                         | Deltävl. 4 | Felix Sandman "Every Single Day" | Till final |            |            |
|  |            |                                  |                         | Deltävl. 4 | Felix Sandman "Every Single Day" | Till final |            |            |
|  |            | Deltävl. 3                       | Méndez "Everyday"       | Till final |                                  |            |            |            |
|  | Deltävl. 1 | Deltävl. 3                       | Méndez "Everyday"       | Till final | Sigrid Bernson "Patrick Swayze"  |            |            |            |
|  | Deltävl. 1 |                                  |                         |            | Sigrid Bernson "Patrick Swayze"  |            |            |            |
|  | Deltävl. 3 | Méndez "Everyday"                |                         |            |                                  |            |            |            |